# Selecció de bàsquet de l'Argentina

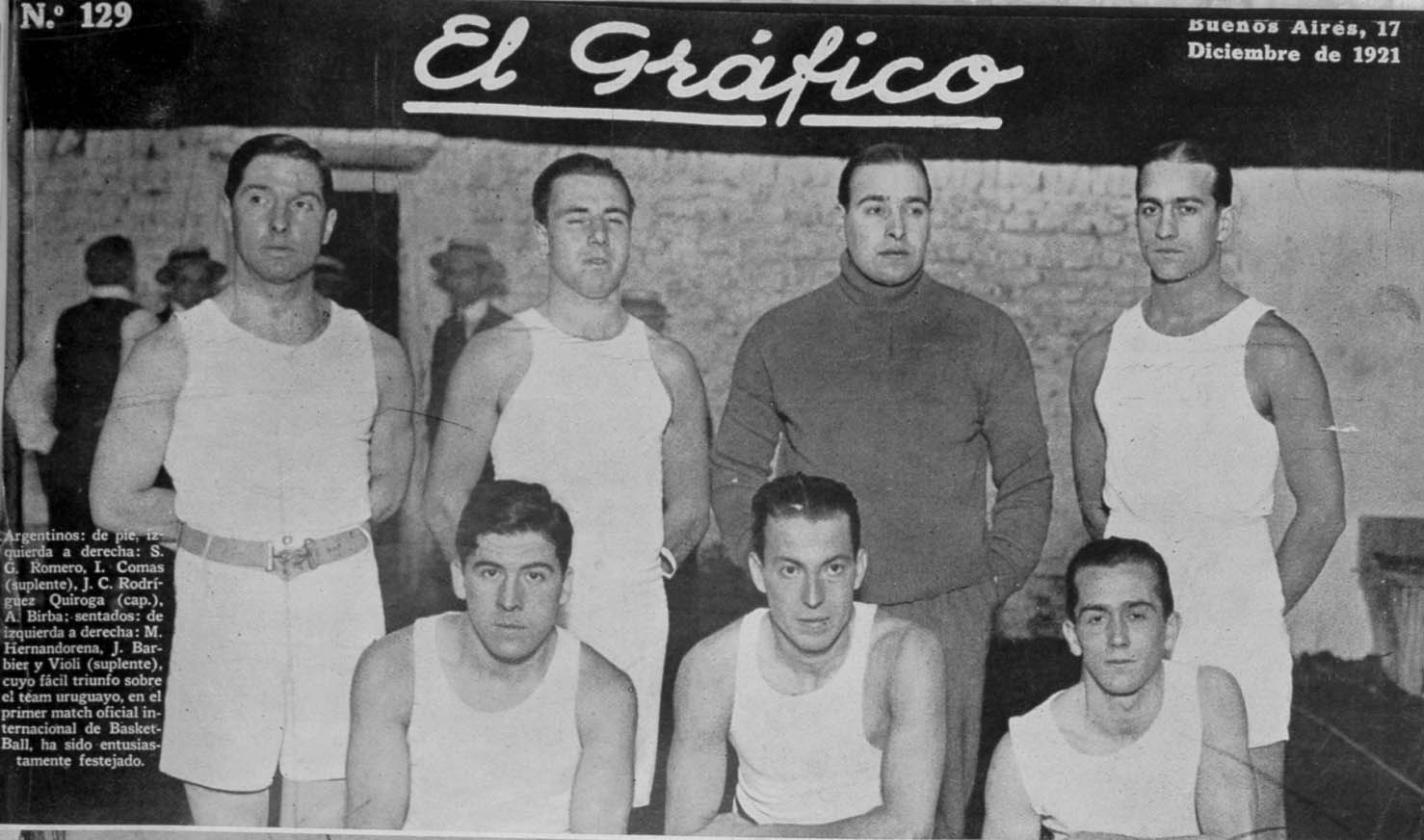
Selecció argentina l'any 1921.

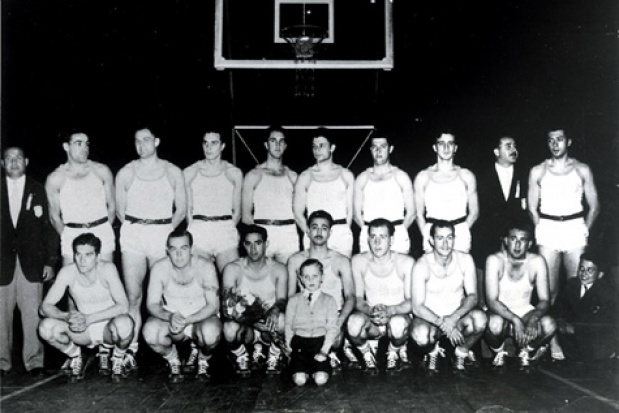
Selecció argentina l'any 1950.

La Selecció de bàsquet de l'Argentina és l'equip format per jugadors de nacionalitat argentina que representen la Confederació Argentina de Bàsquetbol (CABB) a les competicions internacionals organitzades per la Federació Internacional de Bàsquet (FIBA) i el Comitè Olímpic Internacional (COI): els Jocs Olímpics, el Campionat mundial de Bàsquet i la FIBA AmeriCup. Pertany a la zona FIBA Amèrica.

## Classificacions

### Jocs Olímpics
- 1948 - 15
- 1952 - 4
- 2004 -  1
- 2008 -  3
- 2012 - 4
- 2016 - 8
- 2020 - 7

### Campionats mundials
- 1950 -  1
- 1959 - 10
- 1963 - 8
- 1967 - 6
- 1974 - 11
- 1986 - 12
- 1990 - 8
- 1994 - 9
- 1998 - 8
- 2002 -  2
- 2006 - 4
- 2010 - 5
- 2014 - 11
- 2019 -  2

### Campionats americans
- 1980 -  3
- 1984 - 7
- 1988 - 5
- 1989 - 8
- 1992 - 6
- 1993 -  3
- 1995 -  2
- 1997 - 4
- 1999 -  3
- 2001 -  1
- 2003 -  2
- 2005 -  2
- 2007 -  2
- 2009 -  3
- 2011 -  1
- 2013 -  3
- 2015 -  2
- 2017 -  2
- 2022 -  1

### Campionats sud-americans
- 1930 -  2
- 1932 -  3
- 1934 -  1
- 1935 -  1
- 1937 - 5
- 1938 -  2
- 1939 -  3
- 1940 -  2
- 1941 -  1
- 1942 -  1
- 1943 -  1
- 1945 -  3
- 1947 - 5
- 1949 - 5
- 1955 - 4
- 1958 - 4
- 1960 -  3
- 1961 -  3
- 1963 - 4
- 1966 -  1
- 1968 - 5
- 1969 -  3
- 1971 -  3
- 1973 -  2
- 1976 -  1
- 1977 -  3
- 1979 -  1
- 1981 -  3
- 1983 -  2
- 1985 -  3
- 1987 -  1
- 1989 -  2
- 1991 -  3
- 1993 -  2
- 1995 -  2
- 1997 -  3
- 1999 -  2
- 2001 -  1
- 2003 -  2
- 2004 -  1
- 2006 -  3
- 2008 -  1
- 2010 -  2
- 2012 -  1
- 2014 -  2
- 2016 - 4

### Jocs Panamericans
- 1951 -  2
- 1955 -  2
- 1967 - 6
- 1971 - 5
- 1975 - 7
- 1979 - 6
- 1983 - 5
- 1987 - 9
- 1991 – 6[a]
- 1995 -  1
- 1999 - 4
- 2003 - 6
- 2007 - 4
- 2011 - 7
- 2015 - 5
- 2019 -  1

1. ↑  Classificada en 7a posició, passà a la sisena per la desqualificació de Veneçuela per dopatge.

## Jugadors destacats

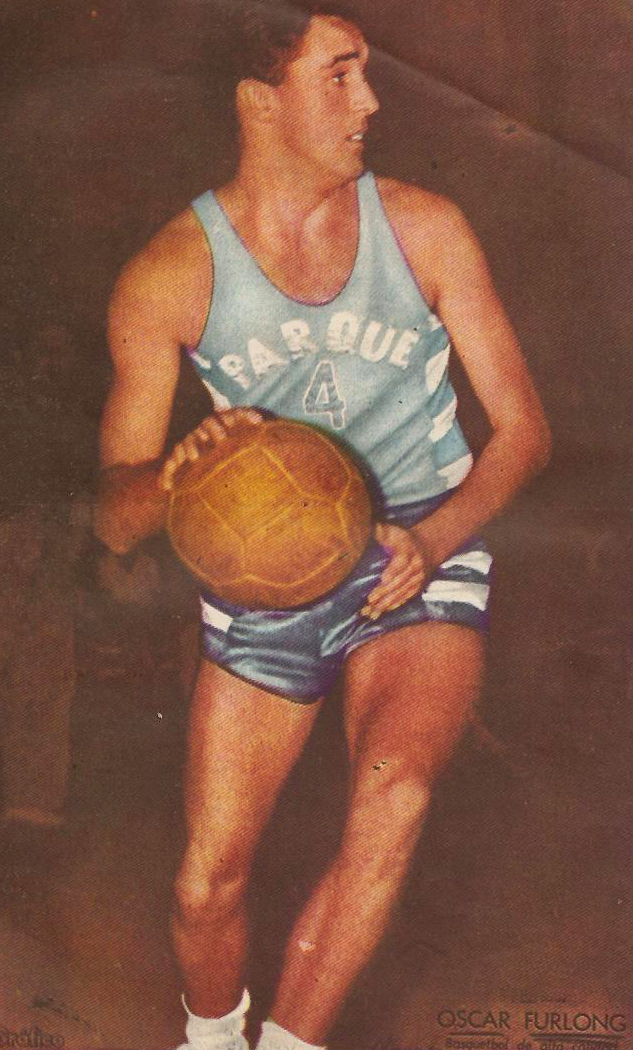
Oscar Furlong.

Fonts:
- Alberto Cabrera
- Alberto Desimone
- Alejandro Montecchia
- Andrés Nocioni
- Antonio Tozzi
- Atilio Fruet
- Carlos Delfino
- Carlos Raffaelli
- Carlos Romano
- Diego Maggi
- Diego Osella
- Eduardo Cadillac
- Manu Ginóbili
- Ernesto Gehrmann
- Esteban Camisassa
- Fabricio Oberto
- Facundo Campazzo
- Gabriel Deck
- Gabriel Fernández
- Héctor Campana
- Hernán Montenegro
- Hugo Sconochini
- Juan Alberto Espil
- Pepe Sánchez
- Julio Rodríguez
- Leo Gutiérrez
- Luis Scola
- Marcelo Milanesio
- Marcelo Nicola
- Miguel Cortijo
- Nicolás Laprovittola
- Orlando Peralta
- Oscar Furlong
- Pablo Prigioni
- Paolo Quinteros
- Pato Garino
- Ricardo González
- Rubén Wolkowyski
- Sebastián Uranga
- Walter Herrmann